# Partido de la China Joven
El Partido de la China Joven, también conocido como Partido de la Juventud China (PCJ; en chino: 中國青年黨), es un partido político menor en la República de China (Taiwán). Antes del fin de la ley marcial, era, con el Kuomintang y el Partido Socialista Democrático de China, uno de los tres partidos políticos legales en Taiwán.

## Historia
El Partido de la China Joven fue fundado por un grupo de estudiantes chinos en París el 2 de diciembre de 1923. Su nombre se inspiró en los Jóvenes Turcos. Dada la debilidad de China a principios de la década de 1920, la plataforma principal del PCJ fue abogar por la eliminación de los señores de la guerra de China y el establecimiento de un gobierno central fuerte. También promovió una agenda nacionalista que se centró en la abolición de los privilegios especiales y la extraterritorialidad que las potencias extranjeras habían obtenido en China durante los últimos años de la dinastía Qing. También fue fuertemente anticomunista. El partido estaba compuesto en gran parte por terratenientes, maestros de escuela y empresarios, similar al Kuomintang.
Zeng Qi, el primer presidente del partido, y otros fundadores del PCJ como Li Huang, He Luzhi (何魯之) y Li Buwei (李不韙) regresaron a China a partir de 1924. El PCJ luego estableció organizaciones del partido en Shanghái, en otras ciudades importantes, y entre las comunidades chinas de ultramar en el sudeste asiático. Desde su fundación, la fuerza de base del PCJ consistió principalmente en estudiantes e intelectuales.
Inicialmente llamado "Cuerpo Nacional de la Juventud China", el PCJ adquirió su nombre actual durante su cuarta convención nacional en septiembre de 1929. Durante la Expedición del Norte, el partido apoyó a los caudillos del norte porque se oponían a los comunistas dentro del Primer Frente Unido. Después de la purga anticomunista, todavía se resistieron al KMT debido a su estado de partido único.
El partido fue prohibido después de que los nacionalistas llegaran al poder en 1928 y el PCJ rechazó la oferta de Chiang Kai-shek de fusionar los dos partidos. Los nacionalistas los denunciaron como un partido de señores de la guerra debido a sus primeros intentos fallidos de reclutar a Wu Peifu y su oposición a la Expedición del Norte. Los comunistas los llamaron fascistas porque sus líderes tenían vínculos con un fascista francés y dado su estridente anticomunismo. El PCJ se consideraba un partido democrático parlamentario conservador.
También tenían sedes en Manchuria, bajo la protección de Zhang Xueliang. Después de la invasión japonesa de Manchuria en 1931, el PCJ pidió una declaración de guerra inmediata, en contraste con la resistencia del gobierno nacionalista a una declaración de guerra formal y al inicio de hostilidades. El PCJ se unió al Frente Unido Antijaponés en 1937 para apoyar al gobierno nacional. Después del inicio de la guerra a gran escala, el PCJ cooperó estrechamente con el KMT en la lucha contra la agresión militar japonesa. Se unió a la Liga Democrática de China, un grupo de pequeños partidos democráticos. En los primeros años de la guerra, el Partido de la Juventud se convirtió en el tercer partido más grande, después del GMD y el PCCh. Los líderes eran muy cercanos a Zhang Junmai, muchos de los cuales habían sido seguidores de Liang Qichao, o sus antiguos alumnos. Qian Duansheng criticó a Zhang como "ni un organizador ni un hombre capaz de elegir hombres capaces para organizar para él". John Melby, un diplomático estadounidense que conoció a Zhang durante la guerra, sintió que Zhang era tan "poco realista" como su hermano, Chang Kia-ngau, era terco. Como académico, admitió Melby, Zhang era "muy inteligente y bien educado", pero como político era "utópico" e "ineficaz".
En abril de 1945, uno de los fundadores del PCJ, Li Huang, fue designado como uno de los delegados de la República de China en la Conferencia de San Francisco en la que se creó la organización de las Naciones Unidas. El partido dejó la CDL cuando se volvió procomunista después de la guerra.
Durante las elecciones a la Asamblea Nacional de 1947, el PCJ ganó más de 100 escaños en la Asamblea Nacional y 16 escaños en el Yuan Legislativo. Durante la formación del primer gabinete del gobierno constitucional en 1948, Chen Qitian (陳啓天) del PCJ fue nombrado ministro de Comercio e Industria, y el jefe del partido Zuo Shunsheng (左舜生) fue nombrado ministro de Agricultura y Silvicultura.
Después de la revolución comunista de 1949 en China, muchos de los líderes y miembros del PCJ se trasladaron al extranjero o se trasladaron a Taiwán con el gobierno central, aunque la sede del PCJ se trasladó oficialmente a Taipéi solo en 1969. El PCJ cooperó estrechamente con el KMT después de 1949 y continuamente obtuvo escaños en la Asamblea Nacional, el Yuan Legislativo y el Yuan de Control hasta finales de la década de 1980.
Dada su base intelectual, el PCJ puso gran énfasis en las publicaciones periódicas e imprimió varios libros de referencia sobre la historia y las plataformas del partido. Estos incluyen Breve historia del Partido de la Joven China, Biografía de Exmiembros del PCJ, Cincuenta años del Partido de la Joven China y El Ensayo sobre el nacionalismo, todos publicados a principios de la década de 1970 en torno al 50 aniversario del partido. El PCJ también publicó periódicos como el Democratic Tide quincenal y el mensual Modern Nation, National Tribune y Awakened Lion.[cita requerida]
En la década de 1990, el partido perdió todos sus escaños y no logró obtener representación electa después de la transición democrática de Taiwán.[cita requerida]